# 대산 대씨
대산 대씨(大山大氏)는 충청남도 부여군을 본관으로 하는 한국의 성씨이다.
시조 대문기(大文記)는 밀양 대씨 대탁(大鐸)의 손자이며, 대덕세(大德歲)의 아들이라고 한다.

## 참고 자료
- “대산대씨(大山大氏)”. 뿌리를 찾아서.[깨진 링크(과거 내용 찾기)]